# Lhok Sukon Airport
Lhok Sukon Airport är en flygplats i Indonesien.   Den ligger i provinsen Aceh, i den västra delen av landet, 1 600 km nordväst om huvudstaden Jakarta. Lhok Sukon Airport ligger 10 meter över havet.
Terrängen runt Lhok Sukon Airport är mycket platt. Runt Lhok Sukon Airport är det ganska tätbefolkat, med 96 invånare per kvadratkilometer. Närmaste större samhälle är Lhokseumawe, 17,2 km nordväst om Lhok Sukon Airport. Trakten runt Lhok Sukon Airport består till största delen av jordbruksmark.